# Liste des otamans zaporogues
Bien que l'histoire des chefs cosaques d'Ukraine soit un peu plus ancienne, celle des cosaques Zaporogues peut être fixée en 1552, date à laquelle fut fondée la première Sitch. Le titre otaman du camp désigna le plus haut dirigeant de la Zaporoguie, titre qui s'interchangea de plus en plus avec celui d'hetman en Zaporoguie même.

## Otamans ou otamans du camp célèbres
Cette partie de liste comprend les otamans Zaporogues célèbres qu'ils aient été otamans du camp ou plus simplement otamans. Pour les otamans du camp connus avec certitudes se reporter à la liste Otamans du camp. Cette liste ne comporte pas les otamans pour lesquels le nom ou le prénom est inconnu.
| Dmytro Vychnevetsky | otaman | 1552-1563 |
| Severyn Nalyvaïko   | otaman | 1594-1596 |

## Otamans du camp
Ci-dessous la liste des otamans du camp connus avec certitudes. Cette liste ne comporte pas les otamans du camp pour lesquels le nom ou le prénom est inconnu.
| Fedir Loutaï            | Kochovy otaman | 1652                         |
| Pavlo Homin             | Kochovy otaman | 1657, 1658                   |
| Iakiv Barabach          | Kochovy otaman | 1657, 1658                   |
| Levko Chkoura           | Kochovy otaman | 1658, 1666                   |
| Petro Soukhovy          | Kochovy otaman | 1660                         |
| Ivan Brioukhovetsky     | Kochovy otaman | 1661                         |
| Ivan Velytchko-Bosovsky | Kochovy otaman | 1662                         |
| Sachko Tourovets        | Kochovy otaman | 1663-1664                    |
| Ivan Sirko              | Kochovy otaman | 1663-1664, 1673-1680         |
| Ivan Chtcherbyna        | Kochovy otaman | 1664                         |
| Ivan Jdan               | Kochovy otaman | 1666-1667                    |
| Ostap Vasioutenko       | Kochovy otaman | 1667                         |
| Ivan Byelkovsky         | Kochovy otaman | 1668                         |
| Loukach Martynovytch    | Kochovy otaman | 1669, 1671                   |
| Hryhory Pelekh          | Kochovy otaman | 1670                         |
| Yevsevy Chachola        | Kochovy otaman | 1672                         |
| Loukian Andryv          | Kochovy otaman | 1672-1673                    |
| Vasyl Krylovsky         | Kochovy otaman | 1676                         |
| Ivan Stiahaïlo          | Kochovy otaman | 1680-1681                    |
| Trofym Volochanin       | Kochovy otaman | 1681-1682                    |
| Hryhory Yeremyeyev      | Kochovy otaman | 1682-1684                    |
| Hryhory Sahaïdatchny    | Kochovy otaman | 1686                         |
| Fedor Ivanyk            | Kochovy otaman | 1686                         |
| Kost Hordiyenko         | Kochovy otaman | 1703-1706, 1707-1728         |
| Tymofij Fenenko         | Kochovy otaman | 1708                         |
| Ivan Bilytsky           | Kochovy otaman | 1733, 1735, 1738, 1760, 1765 |
| Ivan Malachevytch       | Kochovy otaman | 1716-1720, 1734-1735         |
| Petro Kalnychevsky      | Kochovy otaman | 1765-1775                    |